# Berliner Ensemble

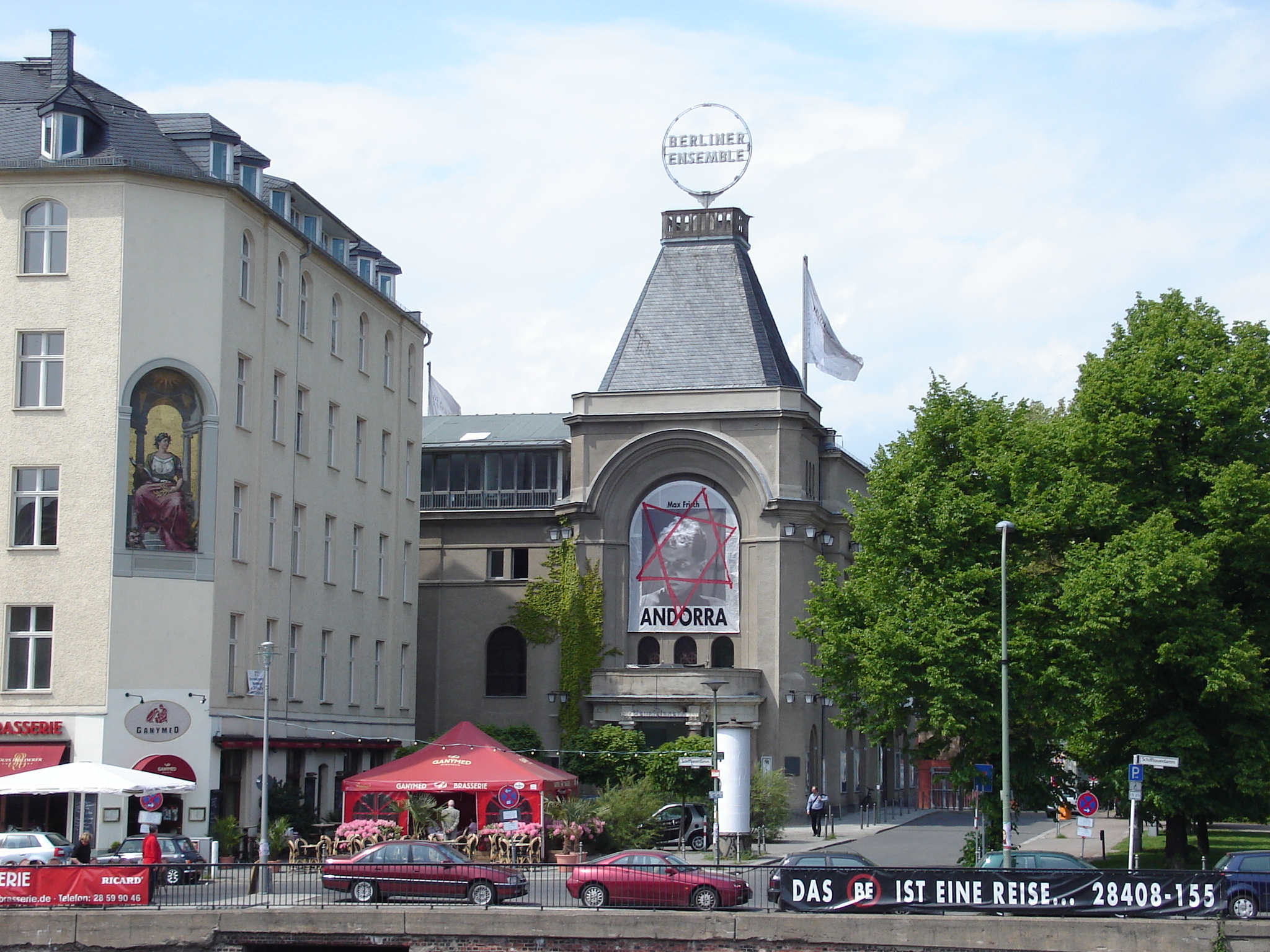
Berliner Ensemble (Theater am Schiffbauerdamm)

Berliner Ensemble, en av de mest kända teaterscenerna i Berlin
Berliner Ensemble blev känt under Bertolt Brechts ledning.
Efter kaotiska repetitioner med talrika ändringar och strykningar uruppfördes Tolvskillingsoperan - utan större förväntningar - på Theater am Schiffbauerdamm i Berlin 31 augusti 1928 med bland andra Weills hustru Lotte Lenja i en mindre roll. Trots de låga förväntningarna blev det hela en storslagen succé. 